# Dinka
Dinka er en stamme i Sydsudan, Afrika, der lever omkring den øvre Nil. Stammen lever i en blanding af agerbrugs- og kvægavlskultur. John Garang tilhørte stammen. 